# Andrzej Ziółkowski (lekkoatleta)
Andrzej Ziółkowski (ur. 30 kwietnia 1953) – polski lekkoatleta, płotkarz, medalista mistrzostw Polski, reprezentant kraju.

## Kariera sportowa
Był zawodnikiem Polonii Warszawa.
Dwukrotnie wystąpił w halowych mistrzostwach Europy, w obu startach odpadając w półfinałach biegu na 60 m ppł (w 1976 z wynikiem 8,17, w 1978 z wynikiem 7,88. W 1977 reprezentował Polskę w jednym meczu międzypaństwowym.
W 1979 zdobył brązowy medal mistrzostw Polski seniorów w biegu na 110 m ppł. W halowych mistrzostwach Polski seniorów wywalczył trzy medale w biegu na 60 m ppł (dwa srebrne - w 1976 i 1977 oraz brązowy w 1978.
Rekordy życiowe:
- bieg na 110 m przez płotki – 13,82 (19.06.1978)[1]
- bieg na 60 m przez płotki w hali – 7,85 (16.02.1975)[6]